# Nenggalo
Nenggalo is een bestuurslaag in het regentschap Muko-Muko van de provincie Bengkulu, Indonesië. Nenggalo telt 383 inwoners (volkstelling 2010).